# Gran Premio de Bélgica de Motociclismo de 1966
El Gran Premio de Bélgica de Motociclismo de 1966 fue la quinta prueba de la temporada 1966 del Campeonato Mundial de Motociclismo. El Gran Premio se disputó el 3 de julio de 1966 en el Circuito de Spa.

## Resultados 500cc
La tres cilindros Giacomo Agostini fue devuelta inmediatamente a Italia después de Assen pero no estaba lista a tiempo para el Gran Premio de Bélgica. Agostini comenzó de nuevo con la 500cc de cuatro cilindros. La carrera se pospuso por un momento para dar a los corredores la oportunidad de reducir un poco la presión de los neumáticos, porque aunque todavía estaba seco en la línea de salida, había lllovido bastante en el resto del circuito. Agostini fue el más rápido, perseguido por Mike Hailwood y Jim Redman, pero este último cayó en la primera vuelta y se rompió un brazo. Después de cinco vueltas, Hailwood tomó la delantera e incluso comenzó a distanciarse de Agostini. Seguía lloviendo y una gran cantidad de conductores lo habían encontrado demasiado peligroso y se habían detenido. Hailwood también lo hizo debido a una caja de cambios defectuosa, pero Agostini insistió y ahora no tuvo problemas para mantenerse por delante del resto de la carrera. Esto también les dio a las máquinas británicas la oportunidad de terminar en el podio: Stuart Graham quedó en segundo lugar con la Matchless G50 y Jack Ahearn se convirtió tercero con la Norton Manx.
| Pos.    | Piloto            | Moto              | Tiempo       | Pts. |
| ------- | ----------------- | ----------------- | ------------ | ---- |
| 1       | Giacomo Agostini  | MV Agusta         | 1h 19' 43" 1 | 8    |
| 2       | Stuart Graham     | Matchless         | +1' 48" 4    | 6    |
| 3       | Jack Ahearn       | Norton            | +2' 06" 1    | 4    |
| 4       | Gyula Marsovszky  | Matchless         | +5' 06" 2    | 3    |
| 5       | John Mawby        | Norton            | +1 Vuelta    | 2    |
| 6       | Ron Chandler      | Matchless         | +1 Vuelta    | 1    |
| 7       | Bosse Granath     | Matchless         | +1 Vuelta    |      |
| 8       | Lewis Young       | Matchless         | +1 Vuelta    |      |
| 9       | Peter Williams    | Matchless         | +1 Vuelta    |      |
| 10      | Len Atlee         | Norton            | +1 Vuelta    |      |
| 11      | Dan Shorey        | Norton            | +1 Vuelta    |      |
| 12      | Maurice Hawthorne | Norton            | +1 Vuelta    |      |
| 13      | John Dodds        | Norton            | +2 Vueltas   |      |
| 14      | Fred Stevens      | Matchless         | +2 Vueltas   |      |
| Ret     | Mike Hailwood     | Honda             | Ret          |      |
| Ret     | Johnny Wales      | Norton            | Ret          |      |
| Ret     | Alain Barbaroux   | Norton            | Ret          |      |
| Ret     | Walter Scheimann  | Norton            | Ret          |      |
| Ret     | Jim Redman        | Honda             | Ret          |      |
| Ret     | Eduard Lenz       | Matchless         | Ret          |      |
| Ret     | Philippe Canoui   | Matchless         | Ret          |      |
| Ret     | Roger Beaumont    | Norton            | Ret          |      |
| Ret     | Dave Lloyd        | Norton            | Ret          |      |
| Ret     | Derek Woodman     | Metisse-Matchless | Ret          |      |
| Ret     | Toshio Fujii      | Norton            | Ret          |      |
| Ret     | Chris Conn        | Norton            | Ret          |      |
| Ret     | Ian Burne         | Norton            | Ret          |      |
| Ret     | John Cooper       | Norton            | Ret          |      |
| Ret     | Jack Findlay      | Matchless         | Ret          |      |
| Ret     | Kelvin Carruthers | Norton            | Ret          |      |
| Ret     | Malcolm Stanton   | Norton            | Ret          |      |
| Fuente: |                   |                   |              |      |

## Resultados 250cc
En el cuarto de litro, se batió el récord del circuito una vuelta tras otra. Phil Read fue el más rápido al comienzo, seguido de Jim Redman, Mike Hailwood y Bill Ivy, pero rápidamente retrocedió. Una gran pelea surgió entre Read y Hailwood, quienes cambiaron de posición varias veces por vuelta. En el séptimo giro, Read señaló su freno delantero cuando pasó el box, y ahí la batalla terminó. Hailwood acumuló una pequeña ventaja y terminó 11 segundos por delante. Redman estaba considerablemente detrás, pero sin embargo ocupó el tercer lugar.

| Pos. | Piloto            | Moto      | Tiempo    | Pts. |
| ---- | ----------------- | --------- | --------- | ---- |
| 1    | Mike Hailwood     | Honda     | 38' 40" 5 | 8    |
| 2    | Phil Read         | Yamaha    | +11"      | 6    |
| 3    | Jim Redman        | Honda     | +23" 6    | 4    |
| 4    | Derek Woodman     | MZ        | +1' 56" 9 | 3    |
| 5    | Mike Duff         | Yamaha    | +2' 11" 7 | 2    |
| 6    | Bill Ivy          | Yamaha    | +2' 43" 4 | 1    |
| 7    | Bruce Beale       | Honda     |           |      |
| 8    | Philippe Canoui   | Ducati    |           |      |
| 9    | Jack Findlay      | Bultaco   |           |      |
| 10   | Barry Smith       | Bultaco   |           |      |
| 11   | Tommy Robb        | Bultaco   |           |      |
| 12   | Günter Beer       | Honda     |           |      |
| 13   | Eric Hinton       | Bultaco   |           |      |
| 14   | Han Leenheer      | Aermacchi |           |      |
| 15   | Bob Coulter       | Bultaco   |           |      |
| 16   | Billie Nelson     | Yamaha    |           |      |
| 17   | Andrew Rickman    | Bultaco   |           |      |
| 18   | Siegfried Lohmann | Yamaha    |           |      |
| 19   | Lothar John       | Bultaco   |           |      |
| 20   | Raymond Bogaerts  | Aermacchi |           |      |
| 21   | Graham Milton     | Bultaco   |           |      |
| 21   | Marcel Toussaint  | Benelli   |           |      |